# Alojzij Dežman
Alojzij Dežman, slovenski domobranski poveljnik, * 5. junij 1919, Spodnja Hrušica, † 31. oktober 1943, Sveti Urh.

## Življenje in delo
Alojz Dežman je bil kmečki sin iz Spodnje Hrušice, po domače Žorgov. Leta 1942 se je pridružil enotam Vaške straže.
Po ustanovitvi domobranske postojanke na Svetem Urhu je bil imenovan za njenega prvega poveljnika. Oktobra leta 1943 se je smrtno ponesrečil pri preizkušanju topa, ki ga je enota dobila od nemške vojske.
Z vojaškimi častmi je bil pokopan na pokopališču v Štepanji vasi.